# Tove Jansson
Tove Marika Jansson (Helsinki, 9. kolovoza 1914. – Helsinki, 27. lipnja 2001.) bila je finsko-švedska književnica, slikarica, ilustratorica i crtačica stripova. Najpoznatija je po serijalu knjiga za djecu Mumini. Pisala je na švedskome jeziku.
Podrijetlom je iz umjetničke obitelji i studirala je slikarstvo u Helsinkiju, Stockholmu i Parizu od 1930. do 1938. godine. Prvu samostalnu izložbu održala je 1943. godine. Uz slikarsku je karijeru i pisala pripovijetke, novinarske članke te dizajnirala korice knjiga. Godine 1945. objavila je knjigu za djecu Mali trolovi i velika poplava, prvi dio serijala Mumini. Ovaj serijal o dobroćudnim trolovima i njihovim prijateljima sastoji se od osam romana, zbirke pripovijedaka, pet slikovnica i brojnih stripova. Knjige su dostigle svjetsku popularnost i učinile su Jansson jednom od najpoznatijih dječjih pisaca 20. stoljeća. Za svoje stvaralaštvo nagrađena je 1966. godine najuglednijom nagradom za dječju književnost, nagradom Hans Christian Andersen.
Jansson je pisala i književnost za odrasle. Između ostalog, napisala je šest romana među kojima se izdvajaju autobiografska zbirka novela Kiparova kći (1968.) i roman Knjiga o ljetu (1972.)

## Životopis
Rođena je 9. kolovoza 1914. u Helsinkiju. Rođena je u finskoj, manjinskoj obitelji umjetnika čiji je materinski jezik bio švedski. Njezin otac Viktor bio je kipar, a majka Signe Hammarsten-Jansson ilustratorica i dizajnerica. Imala je dva brata koji su također postali umjetnici. Per Olov Jansson postao je fotograf, a Lars Jansson autor i crtač stripova. Odrasla je u stvaralačkom i boemskom okruženju. Obitelj je zimu provodila u Helsinkiju, a ljeta u iznajmljenoj brvnari na morskom otoku u blizini Porvooa, 50 kilometara istočno od Helsinkija.
Još u ranoj mladosti opredijelila se za slikarstvo. Studirala je na Konstfacku u Stockholmu od 1930. do 1933., s potom grafičku školu na Finskoj akademiji lijepih umjetnosti od 1933. do 1937., nakon čega je upisala École des Beaux-Arts u Parizu 1938. godine. Sudjelovala je u nekoliko skupnih izložbi tijekom 1930-ih i ranih 1940-ih, a svoju prvu samostalnu izložbu održala je 1943. godine. Oslikala je nekoliko murala, a neki od njih opstali su do danas.
Tijekom 1930-ih putovala je po Europi. U tom razdoblju pisala je pripovijetke, novinarske članke i reportaže, a često ih je i sama ilustrirala. Zarađivala je i od izrade oglasa i razglednica. Poznata je i po ilustracijama u časopisu Garm, liberalnom (i tijekom Drugog svjetskog rata, antifašističkom) časopisu, koji je osnovala njezina majka. Ilustrirala je nekoliko knjiga drugih autora, a danas se posebno ističu njene ilustracije za Alisu u zemlji čudesa i Hobita.
Godine 1956. upoznala je Tuulikki Pietilu, američko-finsku ilustratoricu koja joj je postala doživotni partner. Zbog tenzija u s majkom, Jansson i Pietilä nisu živjele zajedno, već su umjesto toga ljetovale u svojoj kući na otoku Klovharun u Finskom zaljevu. Njihov odnos, putovanja Europom i ljetovanja zabilježena su na filmskoj vrpci koja je kasnije pretvorena u dokumentarne filmove.
Umrla je nakon duge bolesti u Helsinkiju 27. lipnja 2001. u dobi od 86 godina, a pokopana je na helsinškom groblju Hietaniemi.

## Nasljeđe
U čast Tove Jansson osnovana je nagrada „Tove Jansson” (šved. Tove Jansson-priset). Nagrada je dodijeljena dva puta, 2002. i 2006. godine.
Na stogodišnjicu Janssonina rođenja, finska kovnica novca izdala je prigodno izdanje kovanice od 2 eura s prikazom Janssonina autoportreta. U čast Tove Jansson izdane su i dvije jubilarne srebrne kovanice, 2004. i 2014. godine., u vrijednosti od 10 i 20 eura. Osim Jansson, jedina druga osoba u Finskoj povijesti u čiju su čast izdane dvije jubilarne kovanice bio je predsjednik Urho Kekkonen.
U istu je prigodu stogodišnjice njezina rođenja park Katajanokanpuisto u Helsinkiju, koji se nalazi ispred Katedrale Uspenskog, preimenovan u park Tove Jansson.

## Odabrana djela
- Mali trolovi i velika poplava (Småtrollen och den stora översvämningen, 1945.)
- Lov na komet (Kometen kommer, 1946., prepravljeno izdanje 1968.)
- 'Čarobnjakov šešir (Trollkarlens hatt, 1948.)
- Podvizi Tate Mumi (Muminpappans bravader, 1950.; prepravljeni u Memoari Mumintate 1968.)
- Trolovska zima (Trollvinter, 1957.)
- Kiparova kći (Bildhuggarens dotter, 1960.)
- Knjiga o ljetu (Sommarboken, 1972.)